# Canton de Chécy
Le canton de Chécy est une ancienne division administrative française, située dans le département du Loiret en région Centre-Val de Loire.
Le canton est créé en 1801 sous le Consulat ; il compte alors 15 communes.
Il est supprimé en 1806 sous le Premier Empire.
Le canton est reformé sous la Cinquième République en 1982, il comprend 7 communes.
Il est à nouveau supprimé en mars 2015.

## Histoire
À la création des arrondissements, le canton de Chécy est rattaché à l'arrondissement d'Orléans.
À la suite du redécoupage de 1801 (9 vendémiaire, an X) sous le Consulat, le canton de Chécy est créé ; il intègre les cinq communes du canton de Saint-Denis-de-l'Hôtel (Bou, Donnery, Fay-aux-Loges, Mardié et Saint-Denis-de-l'Hôtel), supprimé, ainsi que les communes de Boigny-sur-Bionne, Chécy, Combleux, Ingrannes, Marigny-les-Usages, Saint-Jean-de-Braye, Semoy, Sully-la-Chapelle, Traînou et Vennecy.
Sous le Premier Empire, selon le décret impérial du 21 août 1806 intitulé « décret contenant rectification de plusieurs Cantons dont sont composés les Justices de paix du département du Loiret », le canton de Chécy est supprimé.
Sous la Cinquième République et le mandat du Président de la République François Mitterrand, le décret du 25 janvier 1982 reforme le canton de Chécy.
Sous le mandat du Président de la République François Hollande, le décret définissant le nouveau découpage cantonal du Loiret est signé par le Premier Ministre Jean-Marc Ayrault le 25 février 2014 ; il supprime le canton de Chécy à compter du 22 mars 2015.

### Communes ayant appartenu ou appartenant au canton
| Nom                    | Année d'intégration | Canton précédent                            | Année de sortie | Canton suivant                           |
| ---------------------- | ------------------- | ------------------------------------------- | --------------- | ---------------------------------------- |
| Boigny-sur-Bionne      | 1801, 1982          | Saint-Jean-de-Braye, Saint-Jean-de-Braye    | 1806, 2015      | Orléans-Nord-Est, Saint-Jean-de-Braye    |
| Bou                    | 1801, 1982          | Saint-Denis-de-l'Hôtel, Saint-Jean-de-Braye | 1806, 2015      | Orléans-Nord-Est, Saint-Jean-de-Braye    |
| Chécy                  | 1801, 1982          | Saint-Jean-de-Braye, Saint-Jean-de-Braye    | 1806, 2015      | Orléans-Nord-Est, Saint-Jean-de-Braye    |
| Combleux               | 1801, 1982          | Saint-Jean-de-Braye, Saint-Jean-de-Braye    | 1806, 2015      | Orléans-Nord-Est, Saint-Jean-de-Braye    |
| Donnery                | 1801, 1982          | Saint-Denis-de-l'Hôtel, Saint-Jean-de-Braye | 1806, 2015      | Orléans-Nord-Est, Châteauneuf-sur-Loire  |
| Fay-aux-Loges          | 1801                | Saint-Denis-de-l'Hôtel                      | 1806            | Châteauneuf-sur-Loire                    |
| Ingrannes              | 1801                | Vitry-aux-Loges                             | 1806            | Neuville-aux-Bois, Châteauneuf-sur-Loire |
| Mardié                 | 1801, 1982          | Saint-Denis-de-l'Hôtel, Saint-Jean-de-Braye | 1806, 2015      | Orléans-Nord-Est, Saint-Jean-de-Braye    |
| Marigny-les-Usages     | 1801, 1982          | Rebréchien, Saint-Jean-de-Braye             | 1806, 2015      | Orléans-Nord-Est, Fleury-les-Aubrais     |
| Saint-Denis-de-l'Hôtel | 1801                | Saint-Denis-de-l'Hôtel                      | 1806            | Châteauneuf-sur-Loire                    |
| Saint-Jean-de-Braye    | 1801                | Saint-Jean-de-Braye                         | 1806            | Orléans-Nord-Est                         |
| Semoy                  | 1801                | Fleury                                      | 1806            | Orléans-Nord-Est                         |
| Sully-la-Chapelle      | 1801                | Vitry-aux-Loges                             | 1806            | Neuville-aux-Bois, Châteauneuf-sur-Loire |
| Traînou                | 1801                | Rebréchien                                  | 1806            | Neuville-aux-Bois, Fleury-les-Aubrais    |
| Vennecy                | 1801                | Rebréchien                                  | 1806            | Neuville-aux-Bois, Fleury-les-Aubrais    |

### Liste des conseillers généraux successifs
| Période                                  | Période | Identité           | Étiquette                    | Qualité                                                      |
| ---------------------------------------- | ------- | ------------------ | ---------------------------- | ------------------------------------------------------------ |
| 1982                                     | 1994    | Jean-Claude Girard | PS                           | Conseiller municipal de Chécy                                |
| 1994                                     | 2008    | Jacques Cotteray   | Mouvement démocrate français | Maire de Donnery (1989-2001)                                 |
| 2008                                     | 2015    | Thierry Soler      | Les Verts                    | Enseignant Elu en 2015 dans le Canton de Saint-Jean-de-Braye |
| Les données manquantes sont à compléter. |         |                    |                              |                                                              |

### Résultats électoraux détaillés
- Élections cantonales de 2001 : Jacques Cotteray (Divers droite) est élu au 2e tour avec 60,45 % des suffrages exprimés, devant Isabelle Glomeron (PRG) (39,55 %). Le taux de participation est de 66,45 % (7 718 votants sur 11 614 inscrits)[20].
- Élections cantonales de 2008 : Thierry Soler   (VEC) est élu au 2e tour avec 61,5 % des suffrages exprimés, devant Francis  Duché  (UMP) (38,5 %). Le taux de participation est de 55,85 % (7 245 votants sur 12 972 inscrits)[21].

## Géographie

### Composition
À sa suppression en 2015, le canton de Chécy, d'une superficie de 79 km2, est composé de sept communes
.
| Nom                | Code Insee | Intercommunalité  | Superficie (km2) | Population (dernière pop. légale) | Densité (hab./km2) |
| ------------------ | ---------- | ----------------- | ---------------- | --------------------------------- | ------------------ |
| Chécy (chef-lieu)  | 45089      | Orléans Métropole | 15,47            | 8 840 (2014)                      | 571                |
| Boigny-sur-Bionne  | 45034      | Orléans Métropole | 7,53             | 2 189 (2014)                      | 291                |
| Bou                | 45043      | Orléans Métropole | 6,29             | 902 (2014)                        | 143                |
| Combleux           | 45100      | Orléans Métropole | 1,10             | 494 (2014)                        | 449                |
| Donnery            | 45126      | CC des Loges      | 21,77            | 2 702 (2014)                      | 124                |
| Mardié             | 45194      | Orléans Métropole | 17,28            | 2 597 (2014)                      | 150                |
| Marigny-les-Usages | 45197      | Orléans Métropole | 9,66             | 1 316 (2014)                      | 136                |

### Démographie

#### Évolution démographique
En 2012, le canton comptait 18 530 habitants.
| 1982   | 1990   | 1999   | 2006   | 2011   | 2012   |
| ------ | ------ | ------ | ------ | ------ | ------ |
| 13 412 | 15 006 | 15 945 | 17 308 | 18 274 | 18 530 |

#### Âge de la population
La pyramide des âges, à savoir la répartition par sexe et âge de la population, du canton de Chécy en 2009 ainsi que, comparativement, celle du département du Loiret la même année sont représentées avec les graphiques ci-dessous.
La population du canton comporte 49,3 % d'hommes et 50,7 % de femmes. Elle présente en 2009 une structure par grands groupes d'âge légèrement plus jeune que celle de la France métropolitaine. 
Il existe en effet 130 jeunes de moins de 20 ans pour cent personnes de plus de 60 ans, alors que pour la France l'indice de jeunesse, qui est égal à la division de la part des moins de 20 ans par la part des plus de 60 ans, est de 1,06. L'indice de jeunesse du canton est également supérieur à celui  du département (1,1) et à celui de la région (0,95).
| Hommes | Classe d’âge | Femmes |
| ------ | ------------ | ------ |
| 0,2    | 90 ans ou +  | 0,5    |
| 5,2    | 75 à 89 ans  | 6,4    |
| 14,3   | 60 à 74 ans  | 14,5   |
| 23,2   | 45 à 59 ans  | 23,0   |
| 21,2   | 30 à 44 ans  | 22,0   |
| 14,9   | 15 à 29 ans  | 13,6   |
| 21,1   | 0 à 14 ans   | 20,0   |

| Hommes | Classe d’âge | Femmes |
| ------ | ------------ | ------ |
| 0,4    | 90 ans ou +  | 1,1    |
| 6,6    | 75 à 89 ans  | 9,5    |
| 13,4   | 60 à 74 ans  | 13,9   |
| 20,1   | 45 à 59 ans  | 20,0   |
| 20,3   | 30 à 44 ans  | 19,5   |
| 19,3   | 15 à 29 ans  | 17,7   |
| 19,9   | 0 à 14 ans   | 18,2   |